# Tiger Moth

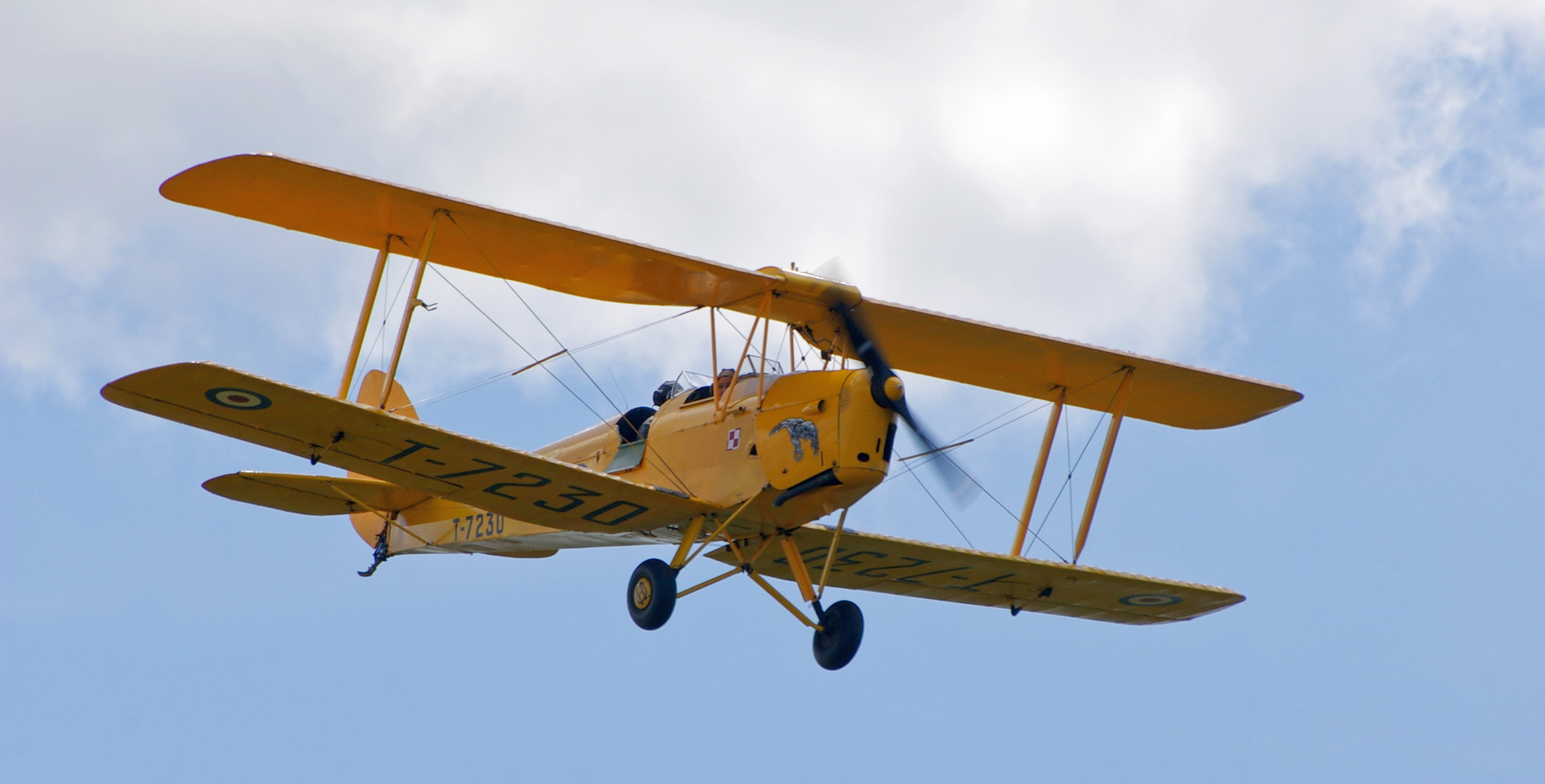
Tiger Moth

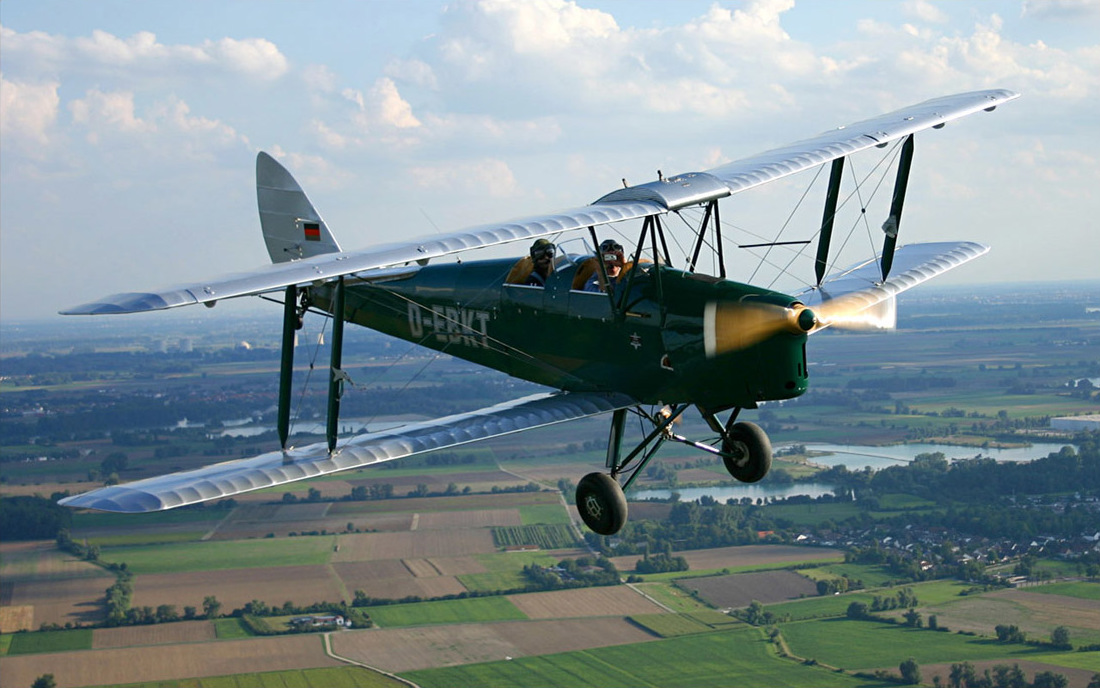
DH.82a

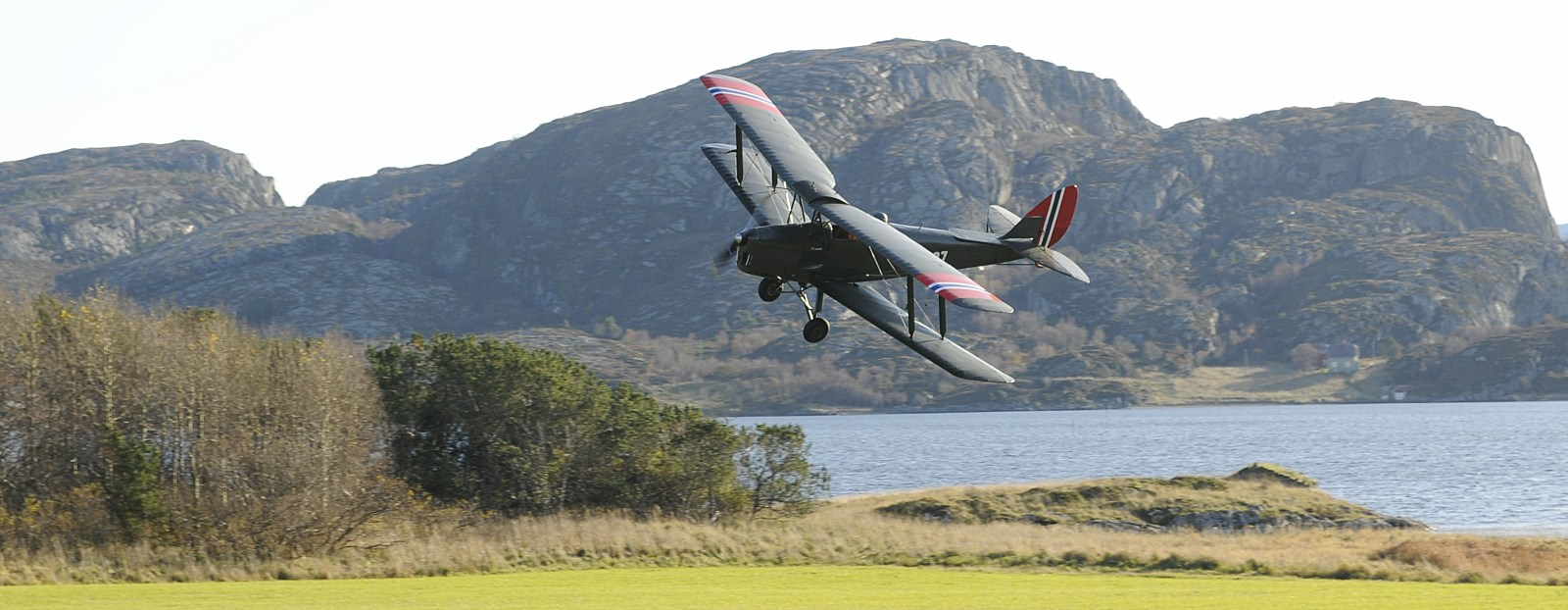
Tiger Moth

De De Havilland Tiger Moth is een door Geoffrey de Havilland in de jaren dertig ontworpen tweedekker. Tijdens de Tweede Wereldoorlog werden meer dan 4000 exemplaren gebouwd en door de Royal Air Force ingezet als lesvliegtuig. De RAF stootte het toestel in 1952 af maar doordat de Tiger Moth relatief goedkoop in gebruik bleek is het in de burgerluchtvaart altijd een populair toestel gebleven. Bijzonder aan de Tiger Moth is de werking van de rolroeren op de onderste vleugel. Het rolroer aan de buitenzijde van de bocht beweegt namelijk nauwelijks naar beneden terwijl het rolroer aan de binnenzijde van de bocht sterk omhoog beweegt, zodat er geen haakeffect optreedt.
Het prototype was afgeleid van de De Havilland Gipsy Moth (DH.60). Op 26 oktober 1931 maakte het, voorzien van een De Havilland Gipsy III 120pk-motor, zijn eerste vlucht. De RAF bestelde aanvankelijk 35 Tiger Moths I die typenummer DH.60T kregen. De opvolger was de De Havilland Gipsy Major I met een motor van 130 pk en typenummer DH.82A Tiger Moth II. Hiervan bestelde de RAF 50 exemplaren. De Tiger Moth werd in gebruik genomen op de RAF-vliegschool in februari 1932.

## Oorlogsjaren
Bij het begin van de Tweede Wereldoorlog had de RAF slechts 500 exemplaren en vanwege het tekort aan lesvliegtuigen werden grote aantallen gevorderd uit de burgerluchtvaart. Toen het Verenigd Koninkrijk zich in augustus 1940 opmaakte voor de komst van de Duitse legers werden 350 Tiger Moths voorzien van rekken zodat zij konden fungeren als lichte bommenwerper. Deze rol bleek overbodig omdat Hitler andere plannen had. Aan het einde van de Tweede Wereldoorlog waren er meer dan 7000 Tiger Moths gefabriceerd waarvan 4005 Tiger Moth II voor de RAF. Ruim de helft was geproduceerd door de Morris Motor Company maar er werden evengoed 151 stuks gebouwd in Noorwegen, Zweden en Portugal. Er werden bovendien ook nog eens 2949 gemaakt in andere landen van het Britse Gemenebest. Canada ten slotte leverde 200 Tiger Moths aan de USAAF; hun toestellen kregen het typenummer PT-24. Een radiografisch bestuurde Tiger Moth II, de Queen Bee, werd gebruikt voor schietoefeningen. Het laatste exemplaar van de in totaal 8868 geproduceerde Tiger Moths rolde in 1944 uit de fabriek.

## Na 1945
Grote aantallen in Nieuw-Zeeland gebouwde Tiger Moths van de Royal New Zealand Air Force werden omgebouwd tot een agrarische versie voor het bemesten van het land vanuit de lucht. De voorste stoel was dan vervangen door een superfosfaathouder. Vanaf het midden van de jaren vijftig werden deze bemestingstoestellen echter vervangen door modernere vliegtuigen als de PAC Fletcher. Veel Tiger Moths kwamen zo in handen van liefhebbers.
Exemplaren zijn te zien in het Nationaal Militair Museum in Soesterberg,  het Mosquito Aircraft Museum in Engeland, het Poolse Luchtvaartmuseum op het voormalige vliegveld Kraków-Rakowice-Czyżyny, en in Nieuw-Zeeland in het museum Te Papa Tongarewa.
In Nederland zijn een aantal nog steeds luchtwaardige exemplaren te bewonderen bij Vliegend Museum Seppe op het gelijknamige vliegveld bij Roosendaal. De stichting Koninklijke Luchtmacht Historische Vlucht (KLuHV) te Gilze-Rijen heeft eveneens een luchtvaardige Tiger Moth (De Havilland DH-82A) uit 1939 in haar vloot (registratie PH-TYG) Dit is het oudste toestel in het huidige Nederlandse burgerluchtvaartuigenregister. Het toestel heeft geen staartwiel en is zodoende geschikt om op gras te landen. Met deze 'kisten' wordt nog zeer regelmatig gevlogen.

## Uitvoeringen
- DH.60T Moth Trainer: Militaire lesversie van de De Havilland DH.60 Moth.
- DH.82 Tiger Moth: Tweezits lesvliegtuig. Aangedreven door een 120 pk (89 kW) De Havilland Gipsy III zuigermotor. 
  - Tiger Moth Mk I: Tweezits lesversie voor de RAF.
- DH.82A Tiger Moth: Tweezits lesvliegtuig. Aangedreven door een 130 pk (97 kW) De Havilland Gipsy Major zuigermotor.
  - Tiger Moth Mk II: Tweezits lesversie voor de RAF.
- DH.82C Tiger Moth: Koudweerversie voor de RCAF. Uitgerust met glazen verschuifbare cockpit-koepels. Aangedreven door een 145 pk (108 kW) De Havilland Gipsy Major zuigermotor. 1520 stuks gebouwd.
- PT-24: Tweezits lesversie voor de USAAF.
- DH.82B Queen Bee: Onbemande radiografisch bestuurde versie. 380 stuks gebouwd.
- Thruxton Jackaroo: Uitvoering met vierzits-cabine.

## Specificaties
- Type: Tiger Moth DH.82A
- Fabriek: De Havilland
- Rol: Lesvliegtuig
- Bemanning: 2
- Lengte: 7,29 m
- Spanwijdte: 8,94
- Hoogte: 2,67 m
- Leeggewicht: 506 kg
- Maximum gewicht: 828 kg

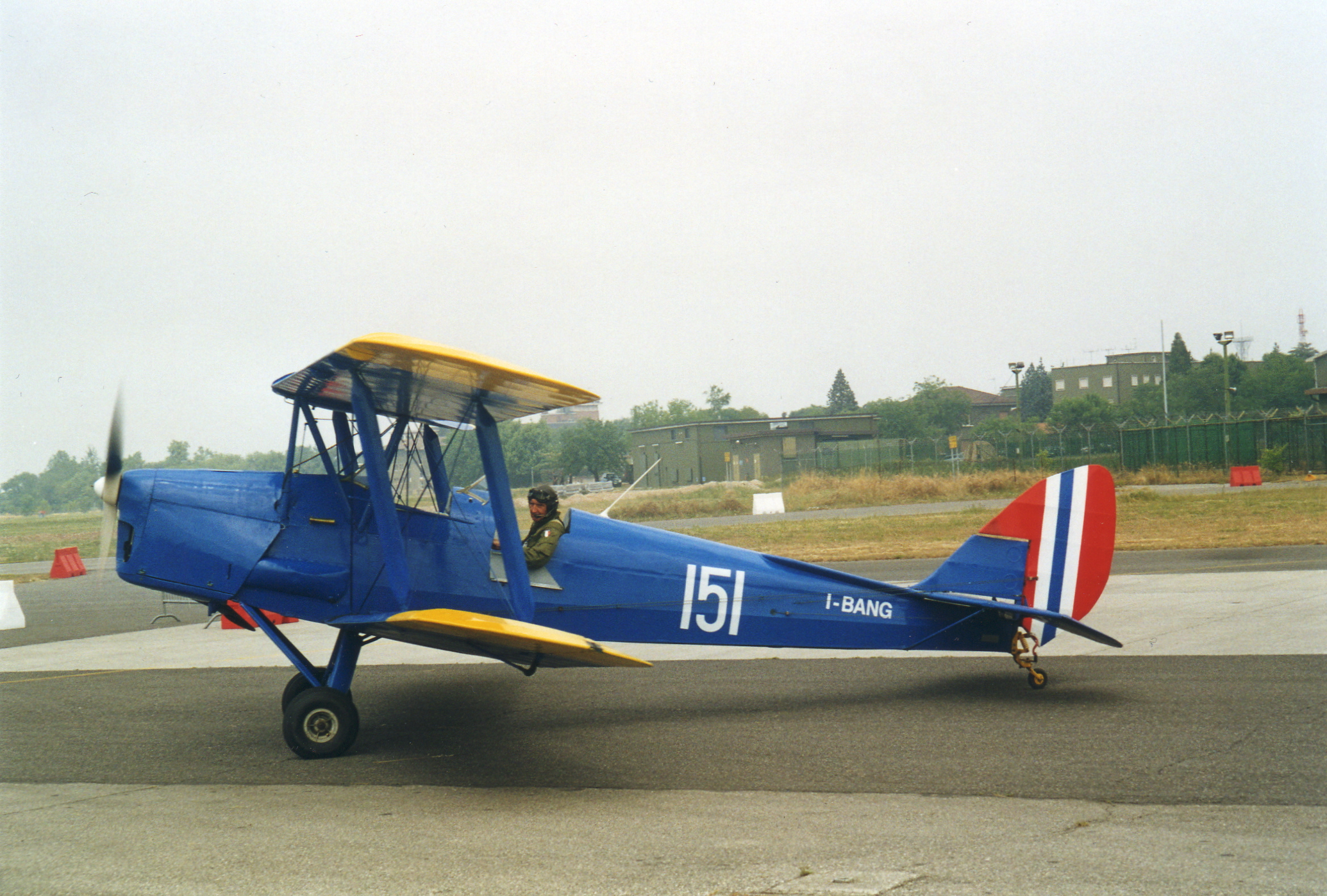
DH.82A in kleuren Noorse luchtmacht

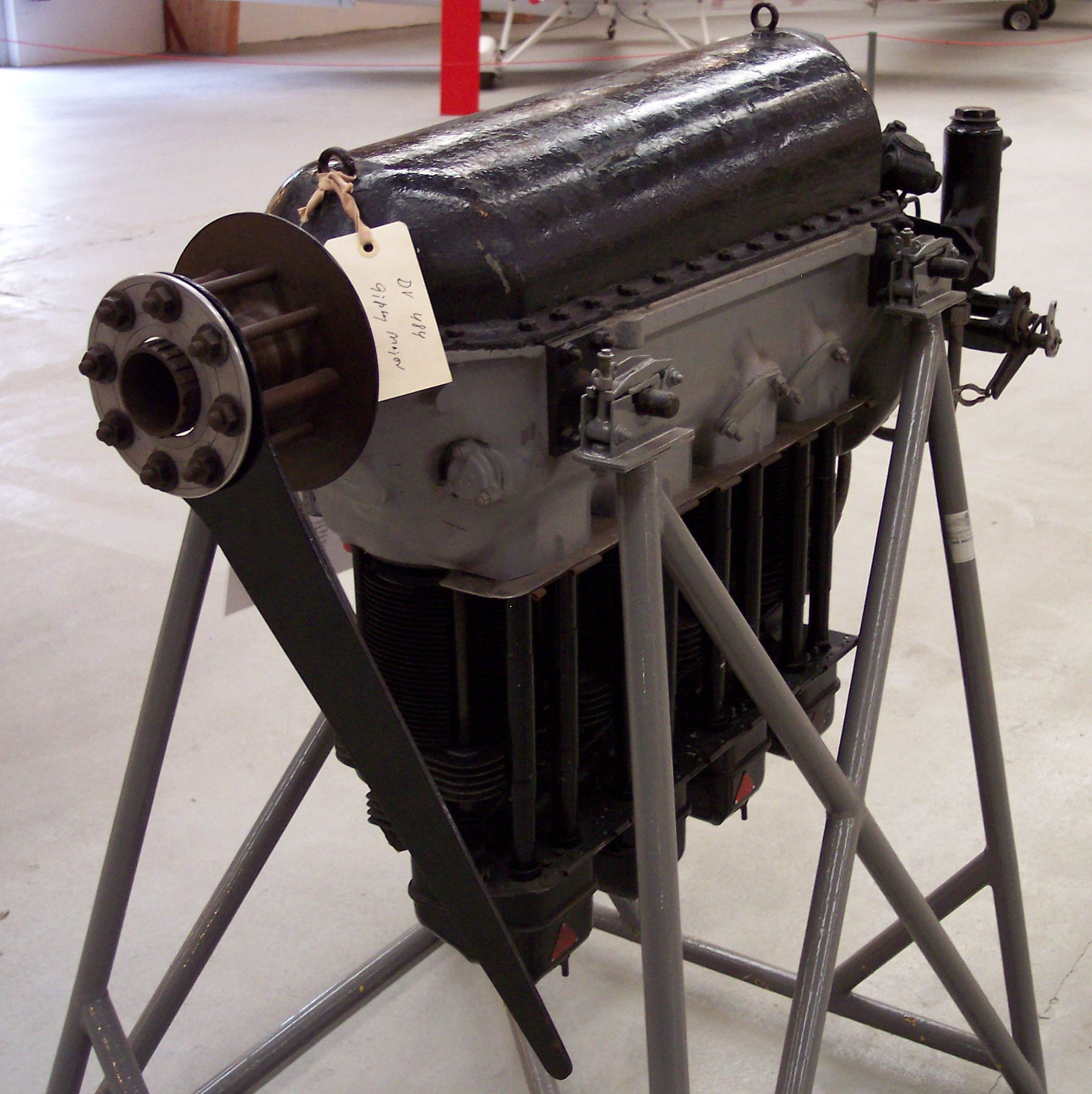
Gipsy Major viercilinder lijnmotor. Het motorblok is omgekeerd teneinde de propeller meer grondspeling te geven.

- Brandstoftanks: 86 liter (hoofdtank), 45 liter (extra tank)
- Motor: 1 × De Havilland Gipsy Major I viercilinder lijnmotor 130 pk (97 kW)
- Eerste vlucht: 26 oktober 1931
- Gebouwd: 1931-1944
- Aantal gebouwd: 8868
- Uit dienst: 1959 (militair, civiel nog in gebruik)

Prestaties
- Maximumsnelheid: 175 km/u
- Kruissnelheid: 108 km/u
- Vliegbereik: 486 km
- Plafond: 4100 m
- Klimsnelheid: 3,4 m/s

Bewapening
- Bommenlast: 72 kg

## Trivia
De Tiger Moth speelt in de speelfilm Thunderbird 6 een bijzondere rol.